# (34049) Myrelleangela
2000 ON36 (asteroide 34049) é um asteroide da cintura principal. Possui uma excentricidade de 0.13806340 e uma inclinação de 5.65191º.
Este asteroide foi descoberto no dia 30 de julho de 2000 por LINEAR em Socorro.